# Spedizione Quest

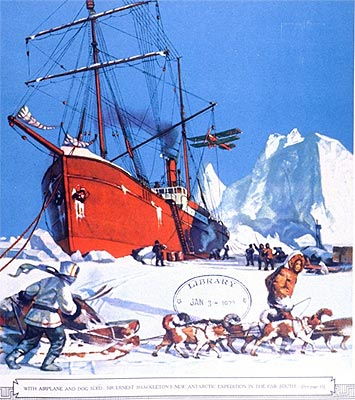
La copertina dello Scientific American del 1922. Il disegnatore immagina Shackleton ed i suoi uomini impegnati nell'esplorazione dell'Antartide.

La spedizione Quest (in inglese Quest Expedition) conosciuta anche come spedizione Shackleton-Rowett (Shackleton-Rowett Expedition) è stata una spedizione antartica britannica. Svoltasi tra gli anni 1921 e 1922 è stata l'ultima spedizione di Ernest Shackleton ed episodio finale dell'Epoca Eroica delle esplorazioni antartiche.
I piani originali prevedevano l'esplorazione del mare di Beaufort nell'oceano artico, ma l'obiettivo venne cambiato nell'esplorazione dell'Antartide dopo che il governo canadese ritirò il suo supporto finanziario. Gli obiettivi della missione non furono mai formulati chiaramente ma includevano studi oceanografici e l'esplorazione della linea costiera. La nave, una vecchia baleniera norvegese e più piccola di qualsiasi altra imbarcazione usata in quegli anni in Antartide, si rivelò subito inadeguata al compito. I progressi verso sud furono frustrati da frequenti guasti al motore che portano anche ad una sosta forzata di un mese a Rio de Janeiro. Prima dell'inizio vero e proprio della missione Shackleton morì a bordo della nave, poco dopo aver raggiunto le isole sub-antartiche della Georgia del Sud.
Le maggiori attività della spedizione si concentrano così in una crociera di tre mesi nelle acque dell'Antartide orientale, sotto la guida del secondo in comando Frank Wild. La Quest rivela ancora la sua inadeguatezza: scarsa velocità, eccessivo consumo di carburante e tendenza al rollio nel mare agitato. La nave non è in grado di procedere oltre la longitudine 20°E, ben al di sotto dell'obiettivo orientale iniziale, e la scarsa potenza del motore non è sufficiente per aprire una breccia nella banchisa ghiacciata. Dopo alcuni inutili tentativi di spingersi verso sud, Wild fa ritorno nella Georgia del Sud, non prima però di aver fatto una visita all'isola Elephant dove insieme ad altri 21 compagni trascorse diversi mesi dopo l'affondamento dell'Endurance nella spedizione Antartica di sei anni prima.
Deciso ad intraprendere una seconda stagione di esplorazione, Wild fa rotta verso Città del Capo per riparare la nave. Qui viene raggiunto da un messaggio di Rowett che gli ordina di riportare la nave in Inghilterra ponendo così fine alla spedizione. Anche se non ha dato un grande contributo all'esplorazione antartica, la spedizione Quest ha un importante significato storico poiché considerata lo spartiacque tra l'epoca eroica e l'epoca meccanica delle spedizione antartiche. In ultima analisi l'evento che ne ha definito la memoria nel grande pubblico e ne ha offuscato ogni risultato raggiunto è stata la prematura morte di Shackleton.

## Il contesto

### Dopo l'Endurance
Dopo aver collaborato nel soccorso del gruppo del mare di Ross della spedizione Endurance, Shackleton torna in Inghilterra alla fine del maggio 1917, in piena prima guerra mondiale. Troppo vecchio per arruolarsi, riesce comunque ad avere un ruolo attivo nello sforzo bellico facendosi dislocare a Murmansk con il rango temporaneo di maggiore del British Army all'interno di un'operazione britannica nella Russia settentrionale. Il ruolo non soddisfa Shackleton che esprime il suo disappunto nelle lettere che invia a casa: «sento che non sono utile a nessuno se non affronto una tempesta in un territorio sconosciuto.». Fa ritorno a Londra nel febbraio 1919 dove inizia a raccogliere i capitali per costituire un'impresa che, con il supporto del Governo del Nord della Russia, avrebbe dovuto sfruttare le risorse naturali della regione. Il piano viene però abbandonato dopo che nell'ambito della guerra civile russa, l'Armata Rossa prende il controllo della regione; Shackleton è costretto a tornare nel circuito delle conferenze per avere una fonte di reddito. Al Philharmonic Hall in via Great Portland a Londra durante l'inverno 1919-20 terrà due lezioni al giorno, sei giorni alla settimana per cinque mesi. Nello stesso periodo, nonostante gli elevati debiti ancora non onorati contratti durante la spedizione Endurance, Shackleton inizia a pianificare una nuova avventura.

### La proposta canadese
Shackleton aveva deciso di accantonare l'Antartide e di puntare a nord per «riempire quel grande spazio bianco oggi chiamato mare di Beaufort». Quest'area dell'oceano Artico, a nord dell'Alaska e ad ovest dell'arcipelago artico canadese era all'epoca inesplorata; Shackleton credeva, basandosi sulle rilevazioni delle maree, che vi fosse una vasta area di terraferma che sarebbe stata «di primaria importanza scientifica per il mondo, senza contare il suo valore economico» e sperava di riuscire a raggiungere nel contempo il Polo dell'Inaccessibilità, il punto più inaccessibile delle regioni artiche. Nel marzo 1920 i suoi piani ricevono un'approvazione generale della Royal Geographical Society (RGS) ed il supporto del governo canadese. Raccolti questi consensi Shackleton inizia a raccogliere i fondi necessari, che stima in 50 000 £ (circa 1,6 milioni £ del 2008). Più tardi nello stesso anno Shackleton incontra per caso un vecchio compagno di studi, John Quiller Rowett, che accetta di versare con consistente somma di denaro per la spedizione. Con i fondi raccolti Shackleton può, nel gennaio 1921, acquistare una baleniera norvegese, il Foca I, diversi materiali ed equipaggiamenti ed arruolare l'equipaggio.
Nel maggio 1921 i piani canadesi vengono abbandonati. La politica del governo canadesi sul finanziamento delle spedizioni sembra cambiata ed una serie di telegrammi tra Shackleton ed il nuovo primo ministro Arthur Meighen sfocia nel ritiro di quest'ultimo del promesso supporto finanziario. La risposta di Shackleton non è di cancellare la missione ma semplicemente di cambiarne gli obiettivi. Alla metà di maggio Alexander Macklin che era in Canada per negoziare l'acquisto di cani da slitta riceve un telegramma dove gli viene annunciato che la destinazione sarà l'Antartide: un programma di esplorazione, cartografia costiera, indagini minerarie e ricerche oceanografiche nelle acque dei mari antartici hanno preso il posto dell'avventura del mare di Beaufort.

## I preparativi

### Obiettivi
Anche prima della marcia indietro del governo canadese Shackleton aveva preso in considerazione una spedizione a sud come alternativa al mare di Beaufort. Secondo il bibliotecario della RGS Hugh Robert Mill agli inizi di marzo del 1920 Shackleton aveva parlato alla Society di due possibili missioni: l'esplorazione del di Beaufort ed una «spedizione oceanografica con l'obiettivo di toccare tutte le isole poco conosciute dell'Atlantico e del Pacifico meridionale». Nel giugno 1921 aggiunge la circumnavigazione dell'Antartide e la mappatura di circa 2 000 miglia (3 219 km) di costa sconosciuta. Tra i suoi obiettivi anche la ricerca di isole sub-anartiche perdute o mal mappate (incluse le isole Dougherty, Tuanaki e Nimrod), l'indagine del potenziale minerario di questi territori ri-scoperti ed un ambizioso programma scientifico. Questo includeva l'esplorazione dei dintorni dell'isola Gough alla ricerca di un «connessione sottomarina tra Africa ed America». Margery Fisher, biografa di Shackleton, descrive il piano come "vago" e «troppo ampio per esser portato a termine da un piccolo gruppo di persone in soli due anni». Secondo Roland Huntford, un altro biografo dell'esploratore, la spedizione non aveva un obiettivo preciso ed era «chiaramente improvvisata, un pretesto [per Shackleton] per partire».

### La tecnologia
Fisher descrive la spedizione come «lo spartiacque tra quello che sarebbe diventata l'Epoca Eroica dell'esplorazione antartica e l'Epoca Meccanica». Shackelton descrive il viaggio come "pionieristico", riferendosi in particolare all'aeroplano che verrà imbarcato (ma poi non utilizzato) per la spedizione. In effetti non fu l'unica novità tecnologica: la coffa della Quest, come gli altri posti di guardia, era riscaldata elettricamente, erano presenti rudimentali radio ed era installato un apparecchio, chiamato odografo che poteva registrare e tracciare automaticamente la rotta della nave. La fotografia era naturalmente importante e «[fu] acquistato un vasto e costosto assortimento di macchine fotografiche, cinematografiche ed altri apparecchi fotografici». Per le ricerche oceanografiche venne montato un sonar di tipo Lucas.

### I finanziamenti
Rowett estese il già ampio capitale iniziale fornito sino a coprire i costi dell'intera spedizione. In un documento (non datato) Shackleton stima il budget complessivo in "circa 100 000 £"; qualunque fosse l'ammontare pare che Rowett lo abbia sottoscritto in toto permettendo a Wild di scrivere in seguito che, a differenza di tutte le spedizioni antartiche dell'epoca, questa al ritorno non aveva debiti ancora da onorare. Secondo Wild senza il contributo di Rowett la spedizione sarebbe stata impossibile «la sua generosità lodevole dato che sapeva che non avrebbe avuto ritorni economici, quello che lo spinse fu l'interesse per progresso scientifico e l'amicizia con Shackleton»; l'unico "compenso" fu l'aggiunta del suo cognome al nome della spedizione. Secondo Huntford, Rowett era un uomo d'affari «noioso e senza colore» che, nel 1920 era il cofondatore e principale contributore di un centro di ricerca sulla nutrizione animale ad Aberdeen conosciuto come l'istituto di ricerca Rowett (oggi parte dell'università di Aberdeen) e coinvolto nella ricerca odontoiatrica presso il Middlesex Hospital. Rowett non visse a lungo dopo il termine della missione: nel 1924 a 50 anni si tolse la vita a seguito di alcuni affari andati male.

### La nave
Nel marzo 1921 Shakleton ribattezza il Foca I in Quest. Si trattava di una piccola nave, di sole 125 tonnellate secondo Huntford, con una propulsione a vela ed un motore ausiliario capace di farle raggiungere gli 8 nodi, ma che in realtà non si spinse mai oltre i cinque e mezzo. Huntford la descrive come una "barchetta" con una scomoda vela quadra e la tendenza al rollio in mare grosso. Fisher scrive che era stata costruita nel 1917 e la descrive come di 204 tonnellate con uno spazioso ponte. Anche se attrezzata con alcuni comfort moderni come la luce elettrica nelle cabine non era adatta per lunghi viaggi oceanici. Shackleton nel primo giorno di navigazione osserva che «non possiamo prenderci il lusso di ignorare anche la tempesta più mite». Leif Mills, biografo di Frank Wild scrive che, se la nave si fosse diretta verso il mare di Beaufort come i piani iniziali si sarebbe probabilmente fracassata contro il pack. Nel suo viaggio verso sud la Quest ebbe frequenti malfunzionamenti e guasti che richiesero riparazioni ad ogni porto di sosta.

### L'equipaggio
Il quotidiano The Times scrisse che Shackleton aveva intenzione di farsi accompagnare in Artide da una dozzina di uomini «principalmente quelli che lo avevano accompagnato nelle sue precedenti spedizioni». Quando la Quest lasciò Londra in direzione sud aveva con sé 20 uomini: 8 erano veterani della spedizione Endurance, mentre James Dell aveva invece partecipato alla spedizione Discovery 20 anni prima. Alcuni dei compagni dell'Endurance non erano ancora stati completamente pagati per la missione precedente, ma accettarono comunque per lealtà l'invito di ShackletonUn altro membro della Discovery, Ernest Joyce, era in lite con Shackleton per quanto dovuto per la precedente missione e non venne invitato ad unirsi al gruppo della Quest..
Frank Wild, alla sua quarta missione in Antartide, era il comandante in seconda, come durante la spedizione Endurance. A Frank Worsley, già capitano dell'Endurance fu assegnato il comando della Quest. Tra i vecchi camerati possiamo trovare i due medici Alexander Macklin e James McIlroy, il meteorologo Leonard Hussey, l'ingegnere Alexander Kerr, il marinaio Tom McLeod ed il cuoco Charles Green. Shackleton contava anche sulla partecipazione di Tom Crean e gli aveva già «assegnato le navi», ma Green era già in pensione dalla Royal Navy non volle abbandonare la famiglia a County Kerry e declinò l'invito.
Tra i nuovi arrivati, Roderick Carr, pilota della Royal Air Force nato in Nuova Zelanda con il compito di guidare l'aeroplano della missione, un Avro Baby modificato come un idrovolante con un motore da 80-cavalli. Carr aveva conosciuto Shackleton nel nord della Russia ed aveva ricoperto il ruolo di capo di stato maggiore della forza aerea lituana. Lo staff scientifico era composto dal biologo australiano Hubert Wilkins, già stato in Artide, e dal geologo canadese George Vibert Douglas inizialmente assunto per la spedizione nel mare di Beaufort. Gli uomini che catturarono maggiormente l'attenzione pubblica furono due membri dell'associazione scout britannica: Norman Mooney e James Marr scelti tra oltre 1 700 scout tramite una selezione curata dal Daily Mail. Mooney era originario delle isole Orcadi, ma lasciò la nave durante una sosta a Madera, sfinito dal mal di mare; Marr invece, un diciottenne di Aberdeen prese parte a tutte le operazioni della missione, guadagnandosi l'apprezzamento sia di Shackleton che di Wild per la sua dedizione al lavoro assegnatogli. Fuochista addetto al caricamento del carbone sulla Quest, secondo Wild «superò la prova molto bene, mostrando un attaccamento al lavoro ed una resistenza notevoli».

## La spedizione

### Verso sud
La Quest salpa dal molo di St. Katherine di Londra il 17 settembre 1921 dopo una visita di re Giorgio V; una folla era accorsa lungo le sponde del fiume e sui ponti per salutare l'equipaggio. Marr scrive sul suo diario «tutta Londra si era messa d'accordo per darci un caloroso saluto».
Il piano di Shackleton era di navigare sino a Città del Capo visitando alcune delle isole dell'atlantico meridionale che avrebbe incontrato lungo la strada. Da Città del Capo la Quest si sarebbe dovuta dirigere verso la terra di Enderby, in Antartide dove, una volta raggiunta la banchisa, far rotta verso la terra di Coats nel mare di Weddell per poi, al termine della stagione estiva raggiungere la Georgia del Sud e da lì di nuovo a Città del Capo per rifornirsi e prepararsi ad una seconda stagione. La nave però presenta talmente tanti guasti e rallentamenti da costringere immediatamente ad una modifica del piano. Seri problemi costringono ad effettuare una settimana di sosta a Lisbona ed ulteriori riparazioni devono essere fatte a Madera ed a Capo Verde. I rallentamenti, costringono Shackleton a rinunciare alle previste soste nelle isole dell'Atlantico meridionale e lo spingono a far rotta verso Rio de Janeiro dove il motore della Quest potrà ricevere una completa revisione. La nave raggiunge Rio il 22 novembre 1921. Le riparazioni al motore e la sostituzione della cima di un albero danneggiato costrinsero il gruppo a quattro settimane di sosta a Rio, rendendo quindi impossibile di far rotta verso Città del Capo prima di affrontare l'Antartide. Shackleton decide allora di dirigersi direttamente a Grytviken, nella Georgia del Sud sacrificando tutti i rifornimenti ed i materiali inviati in Sud Africa, ma sperando evidentemente di poter trovar alternative nella Georgia del Sud. Le sue idee su dove andare dopo Grytviken erano assai vaghe; Macklin scrive sul suo diario «Il Boss ha detto chiaramente... che non sa dove andremo».

### La morte di Shackleton
Il 17 dicembre, un giorno prima della partenza della Quest da Rio, Shackleton si sente male, forse per un attacco di cuore. Viene chiamato Macklin, ma Shackleton rifiuta di essere visitato dicendo che si sentirà meglio al mattino seguente. Durante il viaggio verso Grytviken appare, secondo il racconto dei suoi compagni di viaggio, insolitamente sommesso e svogliato. Contrariamente alla sua regola di non assumere alcol in mare, beve champagne ogni mattina «per attenuare il dolore». Una forte tempesta impedisce i programmati festeggiamenti per il Natale ed un nuovo problema con la caldaia rallenta ancora la marcia sottoponendo Shackleton ad ulteriori stress. Il 1º gennaio 1922 il tempo migliora «la calma dopo la tempesta - l'anno nuovo è gentile con noi», scrive Shackleton sul suo diario. La Georgia del Sud viene avvistata il 4 gennaio e la Quest getta l'ancora a Grytviken nella tarda mattinata.
Dopo una visita alla locale industria baleniera, Shackleton fa ritorno a bordo, apparentemente riposato. Dice a Frank Wild che celebreranno, in ritardo, il Natale il giorno seguente e si ritira in cabina per scrivere il suo diario. Scrive: «Il vecchio odore di balena morta è ovunque» ed ancora «È un posto strano e curioso... Una serata fantastica, nel crepuscolo del tramonto ho visto una stella solitaria, come una gemma sopra la baia». Poco dopo si addormenta e McIlroy, che ha appena finito il turno di guardia, lo sente russare. Poco dopo le due del mattino del 5 gennaio Macklin viene convocato di urgenza nella cabina di Shackleton. Scrive nel suo diario di aver trovato Shackleton in preda al mal di schiena e con una forte nevralgia facciale che, appena lo vede, gli domanda un antidolorifico. In una breve discussione Macklin dice a Shackleton che si è sforzato troppo e che deve fare una vita più regolare. Shackleton gli risponde «Mi chiedete sempre di smettere... cosa dovrei fare allora?», Macklin replica «Smettere con l'alcol, boss, non credo che andiate d'accordo». Subito dopo Shackleton «ha un forte spasmo, durante il quale muore»
Il certificato di morte, firmato da Macklin, riporta come causa del decesso un «ateroma delle arterie coronariche ed insufficienza cardiaca» - in termini moderni trombosi coronarica. Nella mattinata, Wild, adesso al comando, comunica la notizia ad un equipaggio scioccato annunciando che la spedizione andrà avanti. Il cadavere di Shackleton è portato sulla terraferma per essere imbalsamato prima di far ritorno in Inghilterra. Il 19 gennaio Leonard Hussey porta il corpo di Shackleton a bordo di un piroscafo a Montevideo, ma giuntovi trova un messaggio di Lady Shackleton che chiede che il marito venga sepolto nella Georgia del Sud. Shackleton viene caricato su una nave britannica e fa ritorno a Grytviken dove, il 5 marzo viene sepolto nel piccolo cimitero norvegese. La Quest è già salpata, dei vecchi compagni soltanto Hussey è presente alla cerimonia. Una grezza croce segnala il luogo della sepoltura, fino a quando non verrà rimpiazzata sei anni dopo da un'alta colonna di granito.

### In viaggio lungo la banchisa
Come comandante, la prima cosa che Wild deve decidere è dove andare. Kerr gli comunica che il problema alla caldaia non è serio e, dopo essersi rifornito con quanto può trovare di viveri ed equipaggiamenti nella Georgia del Sud, Wild decide di procedere seguendo il piano già descritto di Shackleton. Per prima cosa dirigere la nave ad est, verso l'isola Bouvet per poi proseguire oltre prima di dirigersi verso la banchisa il più possibile vicino alla terra di Enderby per iniziare da qui a cartografare la costa. La Quest avrebbe anche dovuto indagare anche su alcune "isole fantasma" segnalate da James Clark Ross nel 1842 nel mare di Weddell e non più avvistate da allora. In ultima istanza però la missione sarebbe dipesa dal meteo, dalle condizioni del ghiaccio e dalle capacità della nave.
La Quest lascia così la Georgia del Sud il 18 gennaio facendo rotta verso sud-est verso le isole Sandwich Meridionali: il mare è agitato ed il moto ondoso fa sì che i trincarini dell'imbarcazione, sovraccarica, finiscano spesso sott'acqua allagando il ponte. Ma il viaggio procede; Wild scrive che la Quest rolla come un sasso, imbarcava acqua che richiedeva un pompaggio regolare, consumava parecchio carbone ed era lenta. Tutti questi problemi lo spingono, alla fine di gennaio, a cambiare i piani. L'isola Bouvet è abbandonata in favore di una nuova rotta verso sud che li porterà ad incontrare la banchisa il 4 febbraio.
«Adesso la piccola Quest può finalmente mettere alla prova il suo coraggio», scrive Wild appena avvistano i primi ghiacci galleggianti facendo anche notare come la Quest sia la più piccola nave mai entrata in contatto con i ghiacci Antartici. Meditando sul da farsi aggiunge «dobbiamo fuggire o la Quest entrerà nello scrigno di Davy Jones?». Nei giorni seguenti proseguono la rotta verso sud, mentre le temperature si fanno più rigide ed il ghiaccio più spesso. Il 12 febbraio raggiungono la massima latitudine meridionale a 69°17'S e la massima longitudine orientale a 17°9'E, poco lontano dalla terra di Enderby. Wild, dopo aver osservato lo stato del mare e temendo di rimanere intrappolato nel ghiaccio ordina «una rapida ed energica ritirata» verso nord-ovest. Wild spera ancora di poter affrontare dei ghiacci più spessi, possibilmente per raggiungere territori inesplorati. Il 18 febbraio fa di nuovo rotta verso sud per un altro tentativo, ma senza miglior esito del precedente. Il 24 febbraio, dopo una nuova serie di fallimenti, si decide a far rotta verso ovest per percorrere l'imboccatura del mare di Weddell e cercare di raggiungere l'isola Elephant nelle isole Shetland Meridionali prima di far ritorno nella Georgia del Sud per trascorrervi l'inverno.
La maggior parte della traversata del mare di Weddell procede senza eventi di particolare rilievo; solo un po' di malcontento tra l'equipaggio che Wild promette di «risolvere nel modo più drastico». Il 12 marzo la nave raggiunge 64°11'S, 46°4'W, dove Ross aveva avvistato l'"isola fantasma" del 1842, ma non riescono ad avvistare niente ed il sonar non individua terra nel raggio di 13 800 piedi (4 206 m). Tra il 15 ed il 21 marzo la Quest è bloccata nel ghiaccio e la scarsità di carbone inizia a preoccupare Wild. Non appena la nave riesce a liberarsi Wild fa rotta rapidamente verso l'isola Elephant dove spera di poter rinforzare le riserve di carbone con il blubber della locale colonia di elefanti marini. Il 25 marzo l'isola viene avvistata. Wild vorrebbe, se possibile, far ritorno a capo Wild, dove ha trascorso diversi mesi durante la spedizione Endurance, ma le cattive condizioni meteorologiche lo impediscono. I veterani dell'Endurance possono però vedere l'area attraverso i binocoli, indicandone i luoghi a loro familiari ai compagni prima di sbarcare lungo la costa occidentale dell'isola per cacciare leoni marini. Il gruppo è in grado di ottenere sufficiente blubber che, mescolato con il carbone rimasto, e grazie a dei venti favorevoli permette alla Quest di raggiungere la Georgia del Sud il 6 aprile.

### Il ritorno
La Quest resta nella Georgia del Sud per circa un mese, durante il quale l'equipaggio erige un tumulo in memoria del loro ex-comandante Shackleton su un rilievo che domina la baia di Grytviken. L'8 maggio la Quest fa rotta per il Sud Africa, ma lungo il tragitto fa sosta a Tristan da Cunha, una remota isola abitata a sud-ovest del Capo. Qui Marr ha ricevuto istruzioni da parte del suo Capo Scout di consegnare la bandiera della propria associazione alla locale sezione scout. Dopo un movimentato attraversamento dei ruggenti quaranta, la Quest arriva a Tristan da Cunha il 20 maggio.
Durante i cinque giorni di scalo, con l'aiuto di alcuni abitanti del posto, il gruppo sbarca nella piccola isola Inaccessibile 20 miglia (32 km) a sud-ovest di Tristan e nell'ancor più piccola isola Nightingale raccogliendo diversi campioni. L'impressione che Wild ha dell'isola non è delle migliori: nota tanto squallore e povertà e scrive della popolazione «sono ignoranti, spenti, fuori dal mondo e con un orizzonte terribilmente limitato». Nonostante le sue riserve, la parata Scout e la presentazione della bandiera ha luogo prima della partenza della Quest per l'isola Gough 200 miglia (322 km) più ad est. Qui la spedizioni raccoglie diversi campioni geologici e botanici prima di far rotta per Città del Capo che raggiungono il 18 giugno e dove vengono accolti da una folla entusiasta. Vengono ricevuti ufficialmente dal primo ministro sudafricano, Jan Smuts, ed onorati con pranzi e cene organizzati da diverse associazioni locali.
Ad attenderli c'è anche un emissario di Rowett, che consegna a Wild un messaggio con l'ordine di far ritorno in Inghilterra. Wild scrive: «Mi sarebbe piaciuto fare un'altra stagione nel Quadrante di Enderby... si sarebbe potuto fare molto lavoro facendo di Città del Capo il nostro punto di partenza per la nuova stagione». Tuttavia la Quest lascia Città del Capo il 19 luglio in direzione nord, lungo il percorso fa sosta a Sant'Elena, Ascensione e São Vicente. Il 16 settembre, un anno dopo essere partita, arriva nella baia di Plymouth.

## Dopo la spedizione

### I risultati raggiunti
Secondo Wild, la spedizione terminò "tranquillamente", ma il suo biografo Leif Mills descrive una folla entusiasta che accolse la Quest al suo arrivo a Plymouth. Alla fine del suo libro, Wild spera che le informazioni raccolte durante la spedizione possano «contribuire a risolvere i grandi quesiti naturalistici che ancora ci assillano» riassumendo quanto raccolto in cinque brevi appendici. Dalla lettura di queste pagine traspaiono gli sforzi dell'equipaggio nel raccogliere dati scientifici e campioni in ogni luogo di sosta, nonché le ricerche geologiche svolte da Carr e Douglas nella Georgia del Sud prima di salpare verso l'Antartide. Da quanto raccolto vennero tratti alcuni articoli scientifici, ma si trattava, usando le parole di Leif Mills di «ben poca cosa, per un anno di lavoro».
La mancanza di un preciso obiettivo per la spedizione fu aggravata dall'impossibilità di raggiungere Città del Capo per imbarcare importanti equipaggiamenti prima di affrontare l'Antartide. Nella Georgia del Sud Wild non riuscì a trovare buoni sostituti per ciò di cui aveva bisogno: non vi erano cani da slitta e dunque non Wild dovette scartare una delle attività che riteneva più promettenti: l'esplorazione in slitta della terra di Graham nella penisola Antartica. La morte di Shackleton fu un duro colpo per il morale degli uomini e diversi dubbi sono stati avanzati sull'adeguatezza di Wild a prenderne il posto come comandante della spedizione. Altcuni autori descrivono che Wild era un forte bevitore - «praticamente un alcolizzato» per Roland Huntford, biografo di Shackleton -. Tuttavia Mills sostiene che, se anche Shackleton fosse vissuto abbastanza per dirigere l'intera missione, è opinabile dire che, date le circostanze avrebbe raggiunto risultati migliori di quelli ottenuti da Wild, tanto più che diversi uomini della Quest furono colpiti dalla docilità, dalla svogliatezza e dai tentennamenti mostrati da Shackleton durante il viaggio verso sud.
Tra i problemi tecnici vi fu l'impossibilità di far volare l'idrovolante faticosamente trasportato in Antartide. Con esso Shackleton sperava di poter diventare un pioniere di questa forma di trasporto nelle acque antartiche, ed aveva discusso delle potenzialità del mezzo anche con British Air Ministry. Secondo Fisher l'Avro Baby non volò perché parti essenziali del velivolo erano state inviate a Città del Capo. La radio a lunga portata da 220-volt si rivelò guasta e dovette essere accantonata. Il più piccolo apparecchio da 110-volt aveva una portata di sole 250 miglia (402 km). Durante la sosta a Tristan Wild cercò, senza successo, di installare una nuova radio con l'aiuto di un missionario locale

### La fine dell'Epoca eroica
Al ritorno della Quest l'Antartide venne quasi dimenticata: non vi furono significative spedizioni nella regione per i successivi sette anni. Quando l'area tornò sotto i riflettori, le missioni furono di carattere diverso: l'Epoca eroica aveva lasciato il posto all'Epoca meccanica.
Lasciata la Quest, Wild scrive dell'Antartide «credo il mio lavoro là sia terminato»: non vi farà più ritorno chiudendo così una carriera di esploratore che, come quella di Shackleton, aveva abbracciato tutta l'Epoca eroica. Nessuno dei veterani dell'Endurance tornò in Antartide, anche se Worsley andò in Artide nel 1925. Degli altri uomini della Quest, il naturalista australiano Hubert Wilkins diventò un pioniere dell'aviazione artica e antartica: nel 1928 compie un volo da punta Barrow in Alaska a Spitsbergen nelle isole Svalbard e negli anni trenta, con l'esploratore statunitense Lincoln Ellsworth, fa diversi tentativi di raggiungere il Polo Sud. James Marr, lo scout, dopo essersi specializzato in biologia marina tornerà a far parte di diverse spedizioni australiane in Antartide svoltesi tra gli anni venti e gli anni trenta. Roderick Carr, il pilota che non riuscì a volare in Antartide, continuerà la sua carriera nella Royal Air Force sino a diventare maresciallo.